# Concasse

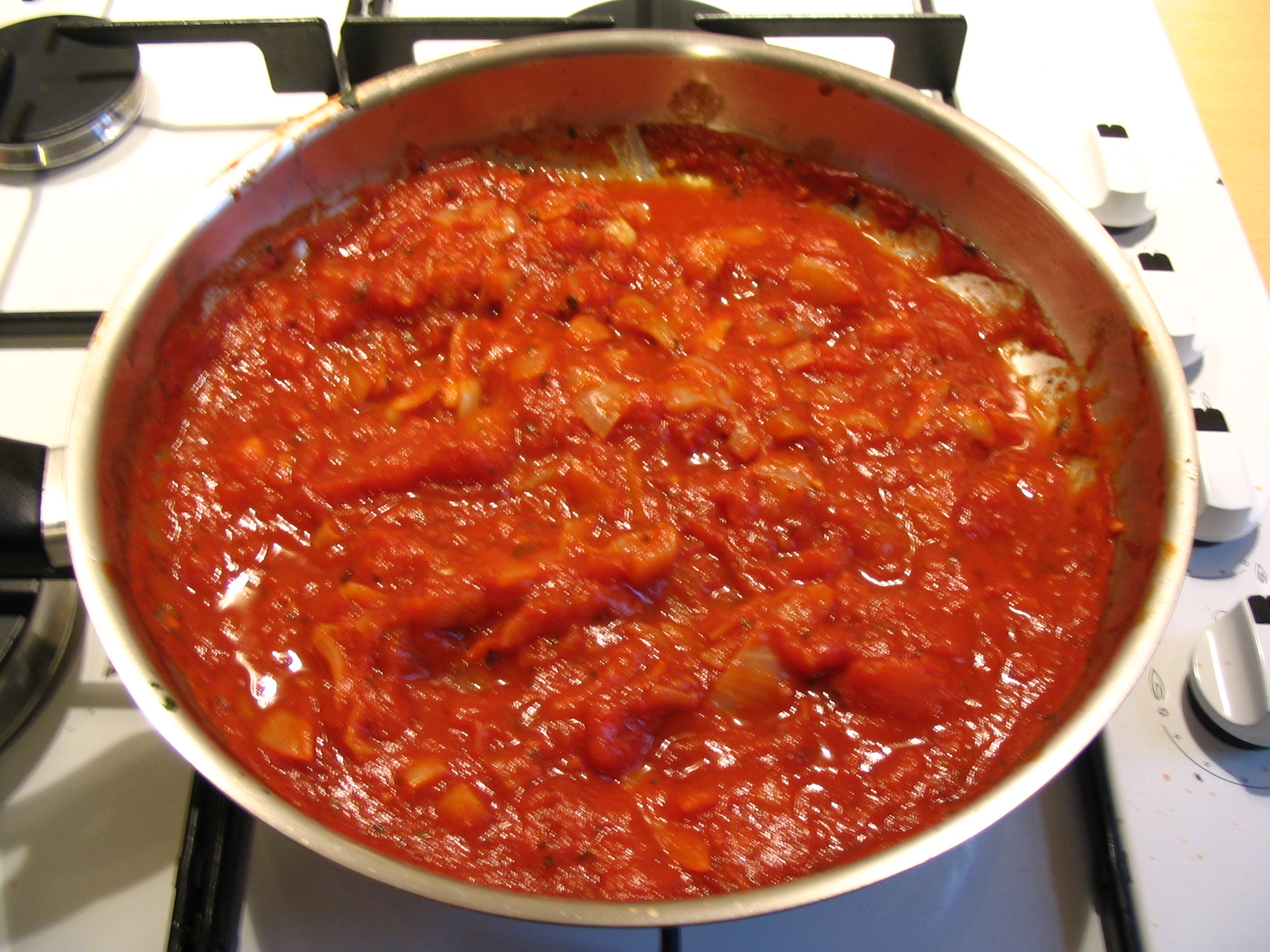
Imagen de una olla donde se ha cocinado concasse.

El Concasse es una técnica culinaria que se hace a ciertas verduras (por regla general se menciona con el tomate) y que consiste en escaldar previamente para poder pelar y eliminar de esta forma más fácilmente la piel externa, y luego cortar para quitar el interior: pepitas, huesos, etc. Se pica finamente: el nombre concasse en francés significa: finamente picado.

## Usos culinarios
Se emplea en cualquier tipo de bases para pizzas y bocadillo así como en la elaboración de aperitivos. Suele emplearse como acompañamiento de platos de pasta y huevo.